# Rosner Gyula
Rosner Gyula (Nagykovácsi, 1936. december 18. – Szekszárd, 2003. augusztus 21.) régész, múzeológus, múzeumigazgató.

## Élete
Friss diplomásként 1966-ban került Tolna megyébe. Számos nagy volumenű tervásatást vezetett. Több generációt ismertetett meg a régészet alapismereteivel, illetve szervezte és vezette az 1960-as, 1970-es évek középiskolás régésztáborait.
Nevéhez fűződik 1974–75-ben a Szekszárd-bogyiszlói úti avar temető (csaknem 800 sír), valamint Gyönk-Vásártér avar temető (650 sír) feltárása, illetve a Tolna megyei avar telepkutatások megkezdése. Fazekaskemencék sorát tárta fel. Egyetemi doktori disszertációját is ebből írta. Alapító igazgatója volt az 1994-ben létrehozott Paksi Városi Múzeumnak. Csaknem négy évtizeden keresztül szolgálta Tolna vármegye múzeumügyét és régészetét.

## Elismerései és emléke
- 1998 Móra Ferenc-díj
- Rosner Gyula utca, Szekszárd

## Művei
- 1960 Jelentés a martonvásári avarkori temető 1958. évi ásatásáról. Alba Regia 1
- 1970 Újabb adatok Tolna megye avarkori történetének kutatásához. A Szekszárdi Béri Balogh Ádám Múzeum Évkönyve I
- 1972 A VI–VII. századi szürke kerámia és ethnikai vonatkozásai a Kárpát-medencében. A Szekszárdi Béri Balogh Ádám Múzeum Évkönyve II–III, 223–228.
- 1975 Előzetes jelentés a Gyönk–Vásártéri úti avar temető feltárásáról III. A Szekszárdi Béri Balogh Ádám Múzeum Évkönyve 4–5.
- 1975 Megjegyzések a dél-dunántúl avarkorának kutatási kérdéseihez. Somogyi Múzeumok Közleményei 2.
- 1977 Die Pferde- und Reiterbestattungen im awarischen Gräberfeld von Szekszárd–Bogyiszló-Strasse. A Szekszárdi Béri Balogh Ádám Múzeum Évkönyve 6–7.
- 1979 Avar kerámiaközpont Szekszárd környékén. A Szekszárdi Béri Balogh Ádám Múzeum Évkönyve 8–9., 97–108
- 1982 Társadalmi és etnikai kérdések az avarkori Délkelet-Pannóniában. Dunatáj 5/2
- 1984 Megjegyzések az avar kulacsok időrendjéhez. A Szekszárdi Béri Balogh Ádám Múzeum Évkönyve 12
- 1987 Die stempelverzierte Keramik der Awarenzeit in Pannonien. In: Wilfried Menghin – Wolfgang Pülhorn (szerk.): Die Völkerwanderungszeit im Karpatenbecken. Nürnberg
- 1989 Keramikherstellung und Handel im Karpaten-Becken in der frühen Awarenzeit. WMMÉ 15, 125–130.
- 1999 Das awarenzeitliche Gräberfeld in Szekszárd-Bogyiszlói Straße. Monumenta Avarorum Archeologica 3.
- 2001 Das Keramikhandwerk und seine ethnischen Beziehungen in Südostpannonien im frühawarischen Zeitalter. A Nyíregyházi Jósa András Múzeum évkönyve 43